# Petr Pavel
Petr Pavel (Planá, 1 de novembro de 1961) é um político tcheco e general aposentado do exército, é o atual presidente da República Tcheca desde 2023. Pavel foi presidente do Comitê Militar da Organização do Tratado do Atlântico Norte de 2015 a 2018 e chefe do Estado-Maior das Forças Armadas Tchecas de 2012 a 2015.
Nascido em Planá numa família de militares, Pavel ingressou no exército logo após terminar o ensino secundário, em 1983. Seu tempo no exército sob o regime comunista, a formação como oficial de inteligência e sua filiação ao Partido Comunista são fontes frequentes de críticas. Após a Revolução de Veludo, Pavel juntou-se ao recém-criado Exército Tcheco e participou da evacuação da Base Karin na Iugoslávia, o que lhe rendeu elogios, condecorações e reconhecimento internacional. Pavel subiu na hierarquia militar para se tornar o Chefe do Estado-Maior das Forças Armadas Tchecas de 2012 a 2015. Ele foi posteriormente eleito Presidente do Comitê Militar da OTAN entre 2015 e 2018, tornando-se o primeiro oficial militar do antigo Bloco de Leste para ocupar o cargo. Ele se aposentou do serviço militar e foi dispensado com honras após o término de seu mandato.

## Eleição presidencial de 2023
Em 2019, líderes do Partido Democrático Cívico, KDU-ČSL, TOP 09, Prefeitos e Independentes e Partido Pirata Checo se reuniram para discutir possíveis candidatos para a eleição presidencial de 2023. Pavel foi relatado como o candidato mais discutido na reunião.
Em 29 de junho de 2022, Pavel anunciou sua intenção de concorrer às eleições presidenciais tchecas de 2023. Ele disse que queria vencer a eleição para que a República Tcheca não se sentisse envergonhada por seu presidente. Pavel lançou sua campanha oficial em 6 de setembro de 2022, dizendo que queria "devolver a ordem e a paz à República Tcheca", funcionando em uma plataforma pró-ocidental e antipopulista. Em 4 de outubro, foi um dos três candidatos endossados pela coalizão governista SPOLU, formada por Partido Democrático Cívico (ODS), União Cristã e Democrata - Partido Popular Checoslovaco (KDU-ČSL) e TOP 09.
O primeiro turno foi realizado nos dias 13 e 14 de janeiro de 2023. Pavel recebeu 35,40% dos votos válidos. Ele terminou à frente do ex-primeiro-ministro Andrej Babiš, com quem avançou para o segundo turno. Pavel venceu o segundo turno após obter 58,32% dos votos válidos contra os 41,68% obtidos por Babiš e sucederá oficialmente o presidente Miloš Zeman em 9 de março.

## Visões políticas
Durante sua campanha presidencial, Pavel se descreveu como de "centro-direita, com forte ênfase social". Ele disse que votou na aliança Spolu de centro-direita nas eleições legislativas tchecas de 2021. Ele discutiu o apoio político da Spolu durante os estágios iniciais de sua candidatura presidencial, eventualmente afirmando que não queria ser seu candidato, mas gostaria de receber seu endosso. Spolu o endossou em outubro de 2022 junto com outros dois candidatos.
Ele disse que votou em Karel Schwarzenberg em ambos os turnos da eleição presidencial de 2013. Em 2018, ele votou em Pavel Fischer no primeiro turno e em Jiří Drahoš no segundo.
Questionado se teria lutado contra o Ocidente em caso de guerra antes de novembro de 1989, Pavel disse que "um soldado defende seu país e as pessoas que vivem nele. (...) todo soldado luta pelas pessoas de quem gosta e por quem vale a pena sacrificar a vida".
Ele apoiou a Ucrânia durante a invasão russa, que descreveu como uma "guerra contra o sistema de relações internacionais", pedindo ajuda militar e humanitária. Ele disse que o Ocidente deveria ter agido com mais força em resposta à invasão. Ele argumentou que, após a anexação da Crimeia e o controle de partes da Bacia do Donets por separatistas apoiados pela Rússia, o Ocidente deveria ter estabelecido corredores protegidos para civis impostos pela OSCE. Assim que a invasão começou, ele expressou a opinião de que o exército russo seria capaz de manter o que havia ocupado e a Ucrânia não teria recursos suficientes para expulsar os militares russos, incluindo a Crimeia, mesmo com a ajuda dos países ocidentais.
Pavel argumentou em 2019 que os ricos deveriam pagar impostos mais altos e que apoiaria uma redistribuição mais forte da riqueza. Ele citou os países escandinavos como inspiração.
Ele defendeu a participação ativa da República Tcheca na União Europeia e na OTAN. Ele apoia a introdução da eutanásia e rejeita a pena de morte. Ele também apoia o casamento entre pessoas do mesmo sexo e os direitos de adoção para pessoas homossexuais, e confirmou que não vetaria uma lei que permitisse o casamento entre pessoas do mesmo sexo.
Após sua eleição como presidente do Comitê Militar da OTAN em 2014, Pavel criticou o "politicamente correto", argumentando que cria um ambiente no qual os responsáveis estão falando apenas o que querem ouvir. Ele disse que durante o seu mandato como Presidente do Comité Militar da OTAN viu muitos Chefes de Estado-Maior que eram incapazes de chamar os problemas pelo seu nome devido ao politicamente correcto.
Após a disseminação da desinformação de que a República Tcheca seria mobilizada e diretamente envolvida na guerra na Ucrânia se vencesse, devido ao seu passado militar, Pavel afirmou: "Eu sei o que é a guerra e certamente não a desejo para ninguém. A primeira coisa que eu faria é tentar manter o país o mais longe possível da guerra. Mas não estou dizendo que manter um país o mais longe possível da guerra significa resignar-se com as coisas ruins que estão acontecendo. Porque se nós apenas observarmos, a guerra virá até nós também. (...) Soldados não começam guerras. Políticos começam, e então soldados resolvem para eles."
Em julho de 2025, ele assinou uma emenda ao código penal do país criminalizando a promoção do comunismo. A legislação revisada prevê penas de prisão de até cinco anos para qualquer pessoa que defenda o comunismo.